# داولیش
longitudeداولیشlatitudeداولیش
داولیش (به انگلیسی: Dawlish) یک شهرک در بریتانیا است که در انگلستان واقع شده‌است.

## خصوصیات
داولیش ۱۱٬۳۱۲ نفر جمعیت دارد.نماد اين شهر قوى سياه ميباشد.به علت وجود تعداد اندكى قوى سياه در اين منطقه ساكنين اين شهر به شدت از قوهاى سياه محافظت ميكنند.